# Tirkkalanjärvi
Tirkkalanjärvi är en sjö i Finland. Den ligger i Nystads stad i landskapet Egentliga Finland, i den sydvästra delen av landet, 200 km väster om huvudstaden Helsingfors. Tirkkalanjärvi ligger 17 meter över havet. Arean är 11,7 hektar och strandlinjen är 2,18 kilometer lång. Sjön  ingår i Skärgårdshavets kustområde, Åland.   I omgivningarna runt Tirkkalanjärvi växer i huvudsak barrskog.